# Reforma vysokých škol v Česku
Reforma vysokých škol v Česku označuje od roku 2006 probíhající snahu Ministerstva školství, mládeže a tělovýchovy České republiky o vytvoření nové právní normy pro terciární vzdělávání v České republice. Připravované normy se původně setkávaly s tvrdou kritikou ze strany vysokých škol a též trpěly zrychlujícím se tempem personálních obměn na ministerstvu. Prakticky po deseti letech následně MŠMT spolu se zastoupením vysokých škol, v podobě České konference rektorů a Rady vysokých škol, dospěli ke shodě a v roce 2016 byla přijata velká novela (zákon č. 137/2016 Sb.) vysokoškolského zákona.

## Bílá kniha terciárního vzdělávání (2009)
První významné pokusy o aktuální reformu vysokých škol navázaly na zprávu OECD Country Note – Thematic Review of Tertiary Education, která byla vydána v roce 2005, publikací tezí Bílé knihy terciárního vzdělávání (zkráceně BKTV) na podzim 2006. Bílá kniha pak byla připravována v průběhu roku 2008. Autoři BKTV pod vedením Petra Matějů následně získali evropský Individuální projekt národní: Reforma terciárního vzdělávání, rozpočtený na 93 milionů Kč a slibující, že do konce roku 2011 bude vládě České republiky odeslán věcný záměr zákona o terciárním vzdělávání. Vůči BKTV, která již tehdy zakládala ideové vzory dnešních návrhů, vznikl v akademické obci nemalý odpor. V lednu 2009 vzala česká vláda BKTV na vědomí a uložila ministru Liškovi vypracovat věcný záměr zákona o terciárním vzdělávání a finanční pomoci studentům. V březnu 2009 však vláda premiéra Topolánka padla a veškeré práce na věcných záměrech byly zastaveny.

### Rada pro reformu vysokoškolského vzdělávání
Lišku nahradila nová ministryně Miroslava Kopicová a do čela projektu reformy byl instalován Jakub Fischer. Ministryně Kopicová zároveň ustavila „Radu pro reformu vysokoškolského vzdělávání“ (R2V2), sdružující zástupce vysokých škol, státu a průmyslu. Do jejího čela jmenovala emeritního profesora univerzity v Cambridge Rudolfa Haňku. Tato rada v létě roku 2010 vytvořila zprávu obsahující vizi, jak by měly vysoké školy fungovat.
S nástupem nové vlády premiéra Nečase se stal ministrem školství Josef Dobeš. Během podzimu roku 2010 do čela projektu přišel bývalý senátor a náměstek ministra školství z let 1997–1998 Jan Hálek, náměstkem ministra pro vysoké školy se po krátkém působení Kryštofa Hajna stal ředitel Střediska vzdělávací politiky PedF UK Jan Koucký a ředitelem odboru vysokých škol bývalý kancléř Masarykovy univerzity Jiří Nantl. Zpráva Rady pro reformu vysokoškolského vzdělávání byla odložena a připravovaný zákon o terciárním vzdělávání byl rozdělen do dvou norem – zákona o vysokých školách a zákona o finanční pomoci studentům.

## Dobešova reforma (2011)
Vláda premiéra Nečase měla ve svém programovaném prohlášení uvedeno:
| „ | Vláda uskuteční reformu systému terciárního vzdělávání. Je nutné zvětšit diverzifikaci systému terciárního vzdělávání tak, aby docházelo ke zvyšování kvality vysokoškolského vzdělání a profily absolventů jednotlivých typů škol více odpovídaly různorodým požadavkům zaměstnavatelů a zajišťovaly jejich větší flexibilitu na trhu práce. Tento záměr vláda uskuteční například přísnější kontrolou dodržování akreditačních podmínek, podporou výzkumu a profilace vysokých škol. (…) Vláda zavede finanční spoluúčast absolventů vysokých škol na hrazení nákladů jejich studia formou tzv. odloženého školného s termínem zavedení od akademického roku 2013/2014, při stropních nákladech 10 000 Kč na jeden semestr a při uplatnění zvýhodňujícího koeficientu pro podporu klíčových studijních oborů s vazbou na strategické segmenty průmyslové výroby a služeb. Školné bude školám zaplaceno ihned, za tímto účelem student bude mít možnost uzavřít půjčku garantovanou státem. Půjčka bude hrazena občany v okamžiku, kdy jejich příjem překročí výši průměrné mzdy, což nevylučuje možnost dobrovolné dřívější úhrady přímým způsobem. Vláda zavede účinný systém finanční pomoci studentů opírající se o základní studijní granty pro všechny studenty, dodatečná sociální stipendia pro studenty z rodin s nízkými příjmy a handicapované studenty a dále o podniková stipendia, spoření na vzdělání, studentské půjčky a o specifický režim příležitostného zaměstnávání studentů. S tím podpoří zavedení zvýhodněných studijních půjček určených na krytí nepřímých nákladů spojených se studiem (strava, ubytování), aby tento krok předcházel o jeden rok zavedení odloženého školného. | “ |

### Představení a projednávání návrhu
V únoru roku 2011 ministr Dobeš předložil odborné veřejnosti návrh věcného záměru zákona o vysokých školách a slíbil maximální otevřenost při jeho projednávání. Byla ustanovena oponentní skupina z řad zástupců České konference rektorů a Rady vysokých škol, která se se zástupci MŠMT opakovaně sešla a návrh projednávala. V tomto období opět stoupla nespokojenost odborné veřejnosti.
K přípravě věcného záměru zákona o finanční pomoci studentům byla v téže době ustavena mezirezortní pracovní komise pod vedením kvestora Vysoké školy ekonomické Libora Svobody, své zastoupení v této skupině měla i Česká konference rektorů a Rada vysokých škol. Komise ale projednávala jen dílčí materiály (např. materiál definující studenta či studentskou domácnost), reprezentace je oficiálně k projednání nikdy nedostaly. Ministr Dobeš v červnu 2011 odvolal náměstka Kouckého a nahradil jej emeritním rektorem UK Ivanem Wilhelmem, od čehož si sliboval zlepšení komunikace reformního týmu s vysokými školami. Wilhelm usoudil, že oponovaný návrh neskýtal možnost konsensu a nahradil ho tedy mnohem obecnějším a stručnějším materiálem. V červnu také zorganizoval jednodenní konferenci, na které mělo být o návrhu diskutováno.

### Intervence K-9
Během léta 2011 se také změnil tým vypracovávající věcný záměr zákona o finanční pomoci studentům: odešel z něj Petr Matějů, Daniel Münich a někteří další členové původního týmu. Návrh tohoto věcného záměru stále nebyl hotový ani projednaný s reprezentacemi VŠ. V září 2011 vyvrcholila práce oponentní skupiny na návrhu věcného záměru zákona o vysokých školách, přičemž návrh se přes všechna úskalí posunul do polohy, kdy je až na otázky zavedení školného a funkčních míst docentů a profesorů pro vysoké školy víceméně přijatelný. Pod vlivem ministra Dobeše a ad hoc ustavené koaliční skupiny poslanců (tzv. „malá K9“) se však do něj dostala nová, s reprezentacemi vysokých škol neprojednaná ustanovení, která byla pro vysoké školy nepřijatelná.

### Vnější připomínkové řízení
Na konci listopadu 2011 se objevil návrh věcného záměru zákona o finanční pomoci studentům a oba návrhy byly bez dalšího (v případě zákona o finanční pomoci studenům tedy bez jakéhokoli) projednání postoupeny do vnějšího připomínkového řízení, do něhož byly jako mimořádná připomínková místa zařazeny i Česká konference rektorů a Rada vysokých škol. Obě části reprezentace vznesly rozsáhlé a podstatné připomínky. S Radou vysokých škol ministerstvo její připomínky projednalo, s Českou konferencí rektorů nikoliv – připomínky Konference jako celku sice projednány byly, avšak připomínky jednotlivých škol, které si Konference jako celek osvojila a připojila jako přílohy, nikoliv.
Reprezentace vysokých škol se také bouřila proti způsobu, jakým byl navržen věcný záměr zákona o finanční pomoci studentům, zejména proti tomu, že až do vložení do vnějšího připomínkového řízení nebyl záměr k dispozici a v rozporu s platným zákonem o vysokých školách s nimi nebyl projednán.

### Protesty

Výdaje na VŠ v cenách roku 2006 v období 2006-2012
Buzková (ČSSD)
Kopicová (Nestr.)
Liška (SZ)
Kopicová (Nestr.)
Dobeš (VV)

Na 19. ledna 2012 svolal rektor Univerzity Karlovy Václav Hampl informační setkání akademické obce Univerzity. Ministr Dobeš tuto schůzku ještě před jejím skončením označil za „podněcování k sociálním nepokojům“. Václav Klaus Dobeše podpořil a označil akademické protesty za „falešnou hru na akademickou svobodu.“
Kritika se soustředila na následující body:

Počty studentů VŠ v letech 2003–2010

- Materiál přesouvá některé konkrétní pravomoci týkající se uspořádání vnitřních poměrů výhradně na vnitřní předpisy vysoké školy. Zároveň ale při rozhodováních o klíčových záležitostech posiluje roli externích aktérů skrze tzv. radu veřejné vysoké školy (dnes správní rada), kterou jmenuje ministr (ze dvou třetin na základě návrhu vysoké školy, z jedné třetiny z vlastního podnětu se souhlasem vlády ČR). Rada veřejné VŠ má například nově místo akademických senátů schvalovat statut jako základní předpis vysoké školy a také její rozpočet. V některých momentech naopak návrh reguluje uspořádání vysoké školy mnohem striktněji než dnes (např. složení akademického senátu).
- Návrh obsahuje zákonné omezení zastoupení studentů v akademických senátech veřejných vysokých škol, a tedy snížení jejich vlivu na chod vysoké školy. Zatímco současný zákonný rozsah počtu studentů v akademických senátech je 1/3 až 1/2 členů, návrh obsahuje omezení tohoto počtu na 1/3.
- Zavedení tzv. funkčních míst. Na jedné straně má „docent“ a „profesor“ znamenat funkční místo, tedy typ pracovní smlouvy, kterou VŠ s pracovníkem uzavírá, na druhé straně má být uzavření takové pracovní smlouvy vázáno na existenci „habilitace“ daného pracovníka. Habilitací se rozumí v principu podobný institut, jak ho známe nyní, až na jeho lokální působnost (habilitaci nutně uznává pouze škola, na které byla udělena, ostatní školy se mohou rozhodnout, zda ji uznají či nikoli) a to, že být habilitován neznamená být ustanoven docentem či profesorem. Dále platí, že „profesoři“ mohou být ustanoveni pouze na školách univerzitního typu. Současní docenti a profesoři se mají stát automaticky „docenty“ a „profesory“ podle nového zákona.
- Podle návrhu by všichni studenti na vysokých školách měli platit školné ve výši stanovené danou školou. Po dobu standardní doby studia by přitom zákon garantoval maximální výši takto stanoveného školného v hodnotě 10 000 Kč za semestr. Studenti si na školné budou moci brát půjčky – podle věcného záměru zákona o finanční pomoci studentům by úroky z této půjčky spláceli okamžitě po ukončení studia (ať už úspěšném, či neúspěšném), samotnou půjčku pak po dosažení hrubé měsíční mzdy ve výši alespoň dvojnásobku mzdy minimální, tj. v současnosti 16 000 Kč.
- Vysoké školy budou jako součást svých vnitřních předpisů definovat tzv. „vnitřní systém zajišťování kvality“, který by měl obsahovat obecné nastavení procesů s kvalitou souvisejících. Na základě posouzení tohoto vnitřního systému získá škola na deset let tzv. „institucionální akreditaci“, která ji oprávní provádět výuku v určité oblasti či oblastech vzdělávání. Během těchto let musí škola nedefinovaným způsobem provádět a zveřejňovat tzv. „vnitřní hodnocení vnitřního systému zajišťování kvality“ a též „hodnocení dosahovaných výsledků“. Jednou za několik let se také škola musí podrobit „vnějšímu hodnocení vnitřního systému zajišťování kvality“ a „vnějšímu hodnocení oblastí vzdělávání“. Za udělování, omezování nebo odnímání institucionálních akreditací a zajišťování systému hodnocení bude odpovědná transformovaná Akreditační komise, nově „Národní akreditační agentura“. Ta bude moci hodnocením pověřit na státu nezávislou hodnotící agenturu ze seznamu, který sama vytvoří.
- Návrh neupravuje status soukromých vysokých škol, které si podle zástupců veřejného vysokého školství zaslouží přísnější regulaci.

Studentské organizace doprovodily toto setkání happeningem, při kterém studenti vyhodili z balkonu Právnické fakulty 90 melounů jako symbol 90 milionů korun, které stála příprava reformy terciárního vzdělávání. Po setkání se konal, studenty opět organizovaný, pochod k úřadu vlády, kterého se zúčastnilo několik set studentů. 1. února se konal cca tisícový pochod studentů Brnem.
Na konci února studentské organizace několika vysokých škol zorganizovaly Týden neklidu, v rámci kterého se konalo několik větších protestních akcí:
- Brno, 28. února, asi šest tisíc lidí[12]
- Hradec Králové, 29. února, 1500 studentů[13]
- Ostrava, 29. února, asi tisíc lidí[13]
- Plzeň, 29. února, 700 studentů[13]
- Ústí nad Labem, 29. února, 400 studentů[14]
- Praha, 29. února: průvodu z Náměstí Jana Palacha přes Čechův most ke Strakově akademii se podle organizátorů zúčastnilo 10 tisíc lidí[15]

K námitkám Univerzity Karlovy se postupem času připojily akademické senáty dalších škol:
- Masarykova univerzita v Brně, 21. ledna[16]
- ČVUT, 25. ledna[17]
- Univerzita Pardubice, 8. února[18]

7. února pověřilo vedení Věcí veřejných Dobeše, aby začal s premiérem a akademickou obcí jednat o zápisném a školném pouze při překročení standardní délky studia. Legislativní rada vlády posléze vrátila návrh věcného záměru zákona o vysokých školách k dopracování, druhý návrh věcného záměru zákona o finanční pomoci studentům s připomínkami postoupila na jednání vlády. Na začátku Týdne nepokojů ministr oznámil, že bude místo zavedení školného prosazovat na tomto vládním zasedání zpřísnění podmínek pro prodloužené studium a také studium více škol současně. Tímto krokem vyvolat kritiku některých zástupců koaličních stran, kteří v něm viděli selhání v naplňování koaličního prohlášení.
Po rezignaci ministra Dobeše pokračovali v úsilí o reformu vysokých škol další ministři školství (zejména Petr Fiala, Marcel Chládek a Kateřina Valachová). Ministerstvo ustoupilo od záměru zpracovat nový zákon a plně se soustředilo na přípravu obsáhlé novely stávajícího vysokoškolského zákona č. 111/1998 Sb. Mnohaleté debaty o reformě vysokých škol byly uzavřeny v lednu 2016, kdy novelu ve třetím čtení schválila Poslanecká sněmovna. Řada aktérů však považuje vyjednané kompromisní znění za příliš umírněné a nedostatečně reagující na zásadní změny ve vysokém školství v předchozích dvou dekádách.

#### Dobešova reforma
- Kritické stanovisko UK, odpověď na něj od jednoho z tvůrců reformy Jana Slováka
- Hyde park: Stanislav Štech, prorektor pro rozvoj, Univerzita Karlova (video) (19. ledna 2012)
- Interview ČT: Vojtěch Tomášek, student Fakulty humanitních studií UK, spoluorganizátor protestu proti reformám (video) (19. ledna 2012)
- Události, komentáře: Ivan Wilhelm, Václav Hampl (video) (19. ledna 2012)
- Otázky Václava Moravce: Václav Hampl, Rudolf Haňka (video) (29. ledna 2012)
- Hyde park: Ivo Mathé, rektor AMU (video) (29. února 2012)
- Události, komentáře: Tomáš Jarolím (místopředseda VV), Michal Uhl (senátor FSV UK) (29. února 2012)
- Ministr školství Josef Dobeš
  - Online: Aktuálně.cz (1. února 2012), iDnes.cz (8. února 2012)
- Rektor Univerzity Karlovy Václav Hampl
  - Online: iDnes.cz (25. ledna 2012)
- Rektor Masarykovy univerzity Jiří Zlatuška: Rektor: Hořící auta jako ve Francii? Dobešova reforma napáchá škodu větší (13. ledna 2012)